# Ney Matogrosso

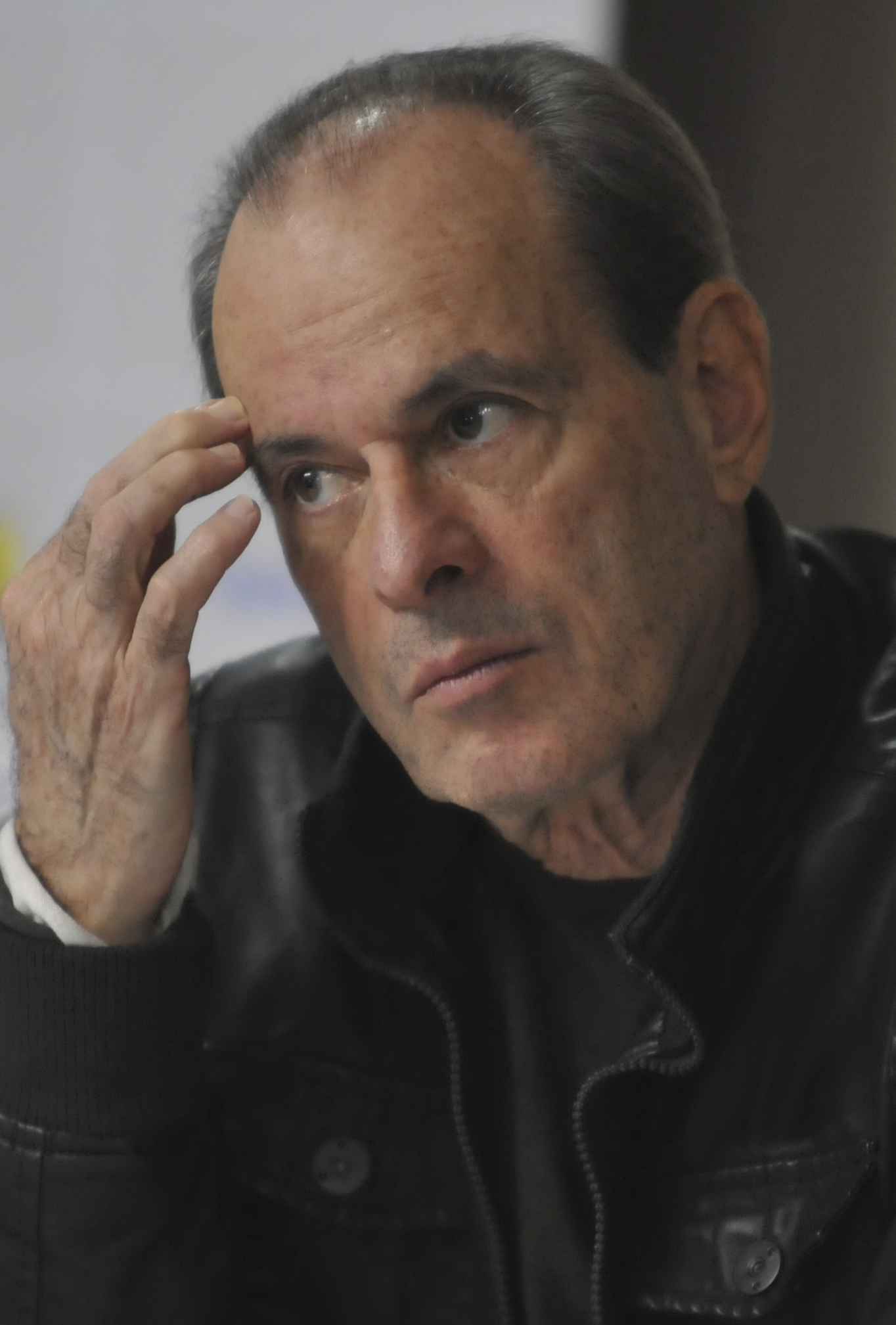
Ney Matogrosso 2011

Ney de Souza Pereira, bekannt als Ney Matogrosso (* 1. August 1941 in Bela Vista, Mato Grosso), ist ein brasilianischer Sänger, der über eine Sopran- und Countertenorstimme verfügt.

## Leben
Matogrosso trat im Alter von 17 Jahren in die brasilianische Luftwaffe ein und wurde nach Brasília versetzt. Bereits in dieser Zeit begann Matogrosso in einem Quartett zu singen und trat auf Festivals in ganz Brasilien auf. In der Hoffnung ein Schauspieler zu werden, ging er 1966 nach Rio de Janeiro, wo er Kunsthandwerk verkaufte. 1971 ging er nach São Paulo, nahm den Künstlernamen Ney Matogrosso an und trat mit der Glamrockgruppe Secos & Molhados auf. Innerhalb von wenigen Monaten erlangten sie große Bekanntheit und verkauften mehr als eine Million Platten. Danach trat er eine Solokarriere an und erlangte so große Bekanntheit.
Bekannt wurde er auch durch sein Outfit mit bunten glitzernden Kostümen, Make-up und seinen weiblichen Bewegungen auf der Bühne. Ney Matogrosso war immer ein kontroverser Charakter. Einer seiner größten Hits war der Song "Homem com H" (von Antônio Barros). 
1986 trat Matogrosso erstmals ohne seine Fantasiekostüme auf. Seitdem konzentrierte er sich mehr auf seine Arbeit als Sänger und interpretierte traditionelle Musik der Música Popular Brasileira. Erstmals erschien diese Musikrichtung auf seinem Album "O Pescador de Pérolas" (1986), wo er die Songs "O Mundo É um Moinho" (Cartola), "Dora" (Dorival Caymmi), "Da Cor do Pecado" (Bororó) and "Aquarela do Brasil" von Ary Barroso interpretierte. 
Ney ging mit dem Gitarristen Raphael Rabello auf Tour, mit dem er 1990 das Album "À Flor da Pele" aufnahm. 1996 nahm er das Album Chico Buarque ("Um Brasileiro") mit Musik von Chico Buarque auf. Hiermit feierte er große Erfolge. 
Ab 1982 gastierte Ney wiederholt am Montreux Jazz Festival, 1994 zusammen mit Aquarela Carioca. Seine Konzerte von 1982, 1983, 1994, 1999 und 2002 wurden wie fast alle Konzerte der Montreux Jazz Festivals aufgenommen. Dieser Nachlass zum Montreux Jazz Festival wurde 2013 als erste audiovisuelle Sammlung im Register des Weltdokumentenerbes der UNESCO aufgenommen.
2008 erschien sein Album "Inclassificáveis" in dem er sich dem Thema Altern zuwandte. Er selbst war zu diesem Zeitpunkt bereits 68 Jahre alt und reflektierte damit auch einen Teil seines Lebens. 2009 brachte er seine vorerst letzte Platte "Beijo Bandido" auf den Markt, die 2011 auch in einer Live-Version erschien.

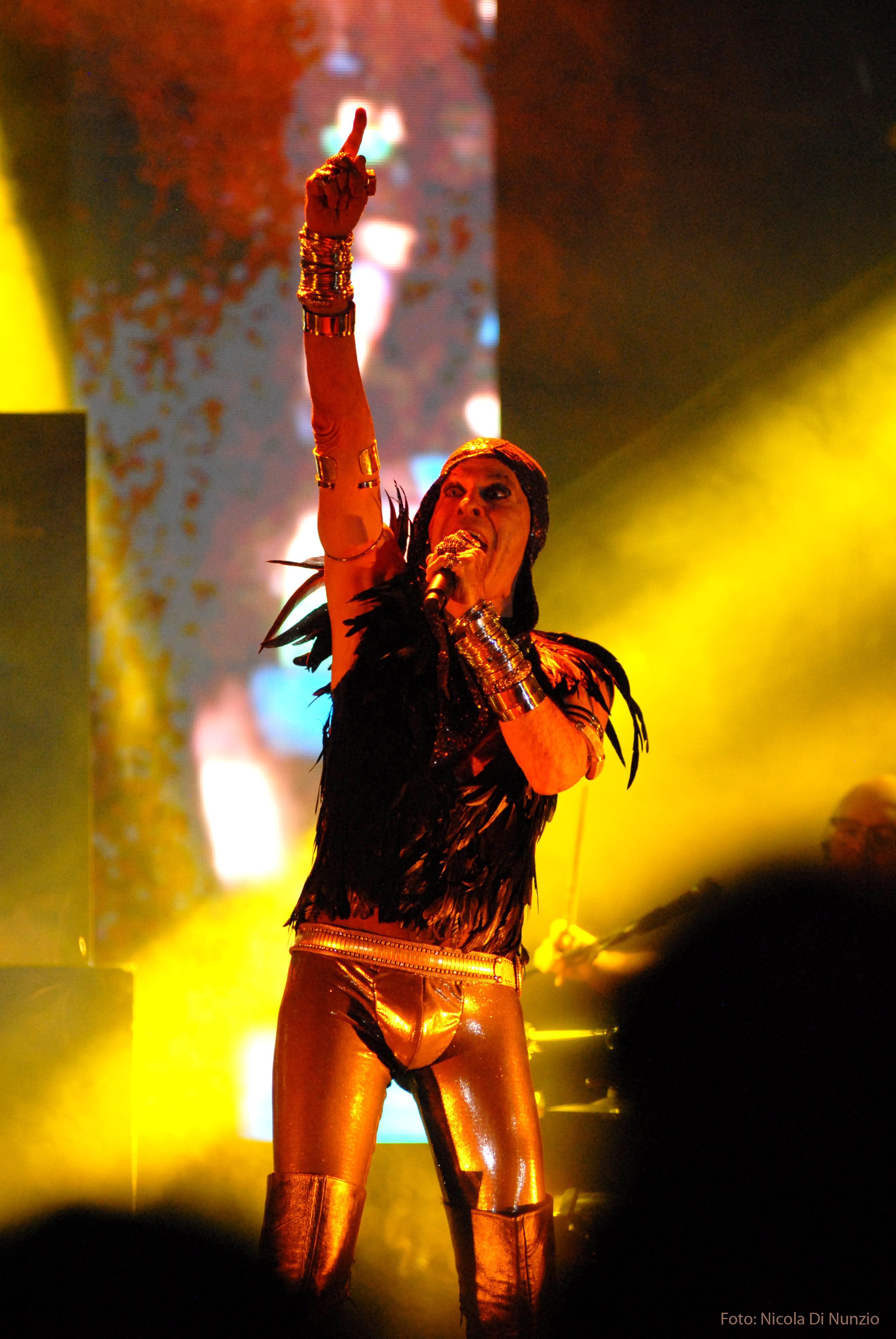
Ney Matogrosso - 2017 Beja / Portugal

## Diskografie

### Alben
- Água do Céu-Pássaro, auch bekannt als Homem de Neanderthal (1975)
- Bandido (1976)
- Pecado (1977)
- Feitiço (1978)
- Seu Tipo (1979)
- Sujeito estranho (1980)
- Ney Matogrosso (1981, BR: Gold)[3]
- Mato Grosso (1982)
- ...Pois É (1983)
- Destino de Aventureiro (1984)
- Bugre (1986)
- Pescador de Pérolas (1987)
- Quem não vive tem Medo da Morte (1988)
- Ney Matogrosso ao Vivo (1989, BR: Gold)
- À Flor da Pele (1990) - mit Raphael Rabello
- As Aparências enganam (1993) - mit Aquarela Carioca
- Estava Escrito (1994)
- Um Brasileiro (1996)
- O Cair da Tarde (1997)
- Olhos de Farol (1999)
- Vivo (2000)
- Batuque (2001)
- Ney Matogrosso interpreta Cartola (2002, BR: Gold)
- Ney Matogrosso interpreta Cartola ao Vivo (2003)
- Vagabundo (2004) - mit Pedro Luís e a Parede
- Canto em qualquer Canto  (2005)
- Vagabundo ao Vivo(2005) - mit Pedro Luís e a Parede
- Inclassificáveis (2008)
- Beijo Bandido - ao Vivo (2011)
- Atento aos Sinais (2013)
- Atento aos Sinais Vivo (2014)
- Bloco na Rua (2019)
- Nu com a Minha Música (2021)
- Canções para um novo Mundo (2025) - mit Hector 'El Father'
- Pássaro Branco (2025)

### Videoalben
- Beijo Bandido ao Vivo (2011, BR: Gold)
- Ensaio (2010)
- Inclassificáveis (2008, BR: Gold)
- Vagabundo ao Vivo - Ney Matogrosso & Pedro Luís e a Parede (2006)
- Canto em qualquer Canto (2005)
- Vagabundo - Ney Matogrosso, Pedro Luís e a Parede (2004)
- Ney Matogrosso interpreta Cartola – ao Vivo (2003, BR: Platin)
- Batuque (2001)
- Vivo (1999)
- Um Brasileiro Ney Matogrosso interpreta Chico Buarque (1996)